# 三重県立一志病院
三重県立一志病院（みえけんりついちしびょういん）は三重県津市白山町南家城にある病院。

## 沿革
- 1945年（昭和20年）1月18日 - 日本医療団三重県支部の家城奨健寮および家城診療所として開設[1]、のちに日本医療団一志地方病院となる[2]。
- 1948年（昭和23年）11月1日 - 日本医療団の解散に伴い三重県に移管、三重県立一志病院となる[3]。病床数38（普通26、結核12）[4]。
- 1954年（昭和29年）12月7日 - 現在地に木造平屋建ての病舎を新築、竣工式を挙行。病床数60[5]。
- 1974年（昭和49年） - 病床数113（一般95、結核5、伝染病13）となる[4]。
- 1986年（昭和61年）4月25日 - 病舎を鉄筋コンクリート3階建てに改築、竣工式を挙行[4][6]。病床数118（一般110、伝染病8）[7]。

## 診療科
- 内科（家庭医療）
- 外科
- 整形外科
- 眼科

※ 現在、内科以外は三重大学からの派遣医師による診察となっている。

## 医療機関の指定等
- 保険医療機関
- 労災保険指定医療機関
- 指定自立支援医療機関（精神通院医療）
- 身体障害者福祉法指定医の配置されている医療機関
- 生活保護法指定医療機関
- 公害医療機関
- 三重県指定へき地医療拠点病院[8]

## 経営上の課題

### 療養病床の休止
2006年（平成18年）度まで一志病院は「僻地（へきち）医療の拠点」・終末期医療における「緩和ケア」の2大柱の下で運営されてきたが、運営方針をめぐって県の病院事業庁と現場の医師が対立、院長をはじめとした医師が辞職するという混乱が起きていた。その後、2007年（平成19年）度からは「家庭医」としての病院に変更され、療養病床44床が休止することになった。

### 民営化の動き
三重県は2009年（平成21年）2月に県立4病院の改革案を公表し、一志病院の診療圏が津市白山・美杉地域にほぼ限られることと借入金が年々増加していることを理由に民営化する方針を示している。この案は「民営化の後に経営悪化で廃院になる恐れがある」、「全国平均に比べ赤字は少ない」として地域住民のみならず、三重県議会からも反対が起きている。仮に廃院になれば、他の病院へ公共交通を利用して通院すると丸1日かかってしまうという。
同年11月に県が11の医療法人に対して実施したアンケートによると民営化された場合の運営に前向きな回答をしたのは1法人にとどまり、医師の確保が依然厳しいことから、野呂昭彦三重県知事は少なくとも2011年度までは県営を維持すると2010年（平成22年）2月22日の三重県議会定例会で発表した。しかしながら民営化の方針は変えないとしている。
その後、2012年（平成24年）9月に津市が三重大学に寄附講座を設けることで同学から医師を派遣してもらう体制となり、2016年（平成28年）3月に津市が寄付講座を終了、翌4月から三重県が同様の寄付講座を設けることとなり、少なくとも2021年（令和3年）までは一志病院の医療体制が維持されることが決定した。

## 家庭医療の取組
2007年（平成19年）度以降、同院は三重大学家庭医療学教室から家庭医の派遣を受けており、常勤医は家庭医のみで構成されている。これは全国的にもめずらしい状況である。2007年（平成19年）度から2012年（平成24年）8月まで飛松正樹医師が院長となり三重大学同教室の主関連病院として家庭医療の実践と啓蒙に尽力した。2012年（平成24年）9月に四方哲（しかた さとる）医師が院長となり家庭医を中心とした地域医療、教育、研究の3つを主軸とした活動をおこない、「全国の医療過疎を解決する病院モデル」になることをビジョンに掲げた。四方は「顔の見える会」という、津市美杉・白山・一志地域の医療福祉関係者（医師・看護師・ケアマネージャー・高齢者福祉施設職員）と民生委員・自治会長が集い、高齢者を地域全体で支える組織を立ち上げた。この取り組みは地域包括ケアの先進事例として注目され、日本中からの視察と、地域医療を学ぶ若手研修医が集まった。
三重県は、「顔の見える会」のような地域包括ケアの仕組みを県内全域に普及させたいと考えているが、会の活動はボランティアであり、関係者の思いがなければ成り立たないため、容易ではない。

## 交通アクセス
- JR名松線 家城駅から徒歩で約10分。
- 近鉄大阪線 榊原温泉口駅より津市コミュニティバス (白山地域)「一志病院」停留所下車。
- 津市コミュニティバス (美杉地域)「一志病院」停留所下車。